# Alfred Parés i Bertran
Alfred Parés i Bertran (Olot, 25 de juliol de 1945) és un antic futbolista català de les dècades de 1960 i 1970.

## Trajectòria
Jugava a la posició d'extrem dret. Es formà a la UE Olot, i amb 17 anys ja va debutar al primer equip. La temporada 1966-67 fa una gran campanya a Tercera Divisió, on es proclama campió. La temporada següent ingressa al RCD Espanyol, on jugà fins 1971, amb 19 partits jugats a Primera, i una temporada cedit a la UE Sant Andreu. Posteriorment jugà tres temporades a l'Hèrcules CF i una al Gimnàstic de Tarragona (1974-75).